# Fingerörtsvisslare
Fingerörtsvisslare, Pyrgus serratulae, är en fjärilsart som beskrevs av Jules Pierre Rambur 1839. Fingerörtsvisslare ingår i släktet Pyrgus och familjen tjockhuvuden, Hesperiidae. Vingspannet varierar mellan 22 och 27 millimeter på olika individer.

## Beskrivning
Ovansidan är brun med vita fläckar på framvingen och omväxlande vita och mörka vingfransar. Undersidan är gulgrön med större och fler vita fläckar än på ovansidan. Honans ovansida är mer gulbrun än hanens, i övrigt är de lika. Larven är brun med diffusa längsgående grå linjer och huvudet är mörkbrunt.
Värdväxter för fingerörtsvisslare är arter i fingerörtssläktet och daggkåpesläktet.
Flygtiden infaller mellan maj och augusti.

## Utbredning
Fingerörtsvisslarens naturliga utbredningsområde utgörs av i stort sett södra halvan av Europa och ett band som sträcker sig därifrån genom Asien till Mongoliet och Amurområdet. Den har aldrig påträffats i Sverige, men en gång i Danmark. Den föredrar ängar och blomrika sluttningar på 1 500–2 000 meter över havet eller ännu högre.